# Le Soleil noir (maison d'édition)
Pour les articles homonymes, voir Soleil noir.
Le Soleil noir est le nom d'une collection puis d'une maison d'édition créée en France, à Paris, par François Di Dio. Entre 1950 et 1983, très marquée par le surréalisme, elle publie plus de 150 ouvrages de poésie, d'art (dont les fameux livres-objets), de littérature, ainsi que quelques essais sur l’hindouisme, entre autres.

## Ouvrages publiés au Soleil noir

### Presses du livre français, collection «Le Soleil noir» (1950-1955)
Par ordre chronologique
- D.A.F. de Sade : Justine ou les malheurs de la vertu, préf. de Georges Bataille, ill. de Hans Bellmer, coll. « Imagination », 1950

- Jean-Pierre Duprey : Derrière son double, avec lettre-préface d'André Breton, coll. « Poésie », 1950
- Arthur Rimbaud : La Lettre du voyant - Un cœur sous une soutane - L'Album zutique, suiv. de L'autre saison par Armel Guerne, 1950 Il existe deux éditions de cet ouvrage.
- Camille Bryen : Temps troué, dessins et bois gravés de Jean Arp, coll. « Originale », 1951

- René Rasmussen : Art Nègre ou le salut par les sauvages, essai illustré, coll. « Art », 1951
- Robert Crégut : La tête froide, photo. d'Édouard Boubat, coll. Poésie, 1951
- « La Révolte en question », revue Positions n°1, avec un microbe de Max Ernst, février 1952
- Robert Lebel : Léonard de Vinci ou la fin de l'humilité, essai illustré, coll. « Art », 1952
- F.-S. Aréna [pseud. de Di Dio]: Don Juan de Sicile, tragicomédie, préf. par C. Autrand, coll. « Théâtre », 1952
- Charles Autrand : Hiéron ou l'indifférence, eau forte de Camille Bryen, coll. « Essai », 1952
- « Le temps des assassins », revue Positions n°2, avec un pochoir de Jacques Hérold, juin 1952
- José Álvarez Baragaño[1] : Cambiar la vida, coll. Étranger, 1952
- Ghérasim Luca : Héros-Limite, avec 3 dessins de Jacques Hérold, coll. Poésie, 1953
- Charles Autrand : Sept lettres à un jeune poète, coll. Essai, 1953
- Robert Estivals : La Défense, contribution à la Théorie de la composition littéraire, 1953
- Robert Lebel (s/dir.) : « Premier bilan de l'art actuel », 300 photos, revue Positions n°3/4, 1953
- Jean Harold, Le Corps des uns, la tête des autres, préface de Jean Cocteau, annoté par Francis Claude, coll. Le Soleil noir, 1953
- Claude Tarnaud : La Forme réfléchie, illustrations de Béatrice de La Sablière, prière d’insérer de G. Luca, 1954
- Daniel Mauroc, La Suicide Party, Amsterdam / Paris, coéd. Narcissus Press, 1955

### Éditions Le Soleil noir (1963-1983)
Par ordre alphabétique d'auteur
- Jim Amaral, Lettres d'amour / Landscapes / Floreille, 1976-1978
- Philippe Audoin : Maurice Fourré, rêveur définitif, Le Caméléon mystique, avec Jean-Claude Silbermann, 1978
- Charles Autrand : Hiéron ou l'Indifférence, 1972 (2e éd.)
- Henri-Alexis Baatsch et Jean-Christophe Bailly (s/dir.) : Wozu / À quoi bon, collectif, 1978
- Michel Bulteau : L'Aiguille de diamant de l'anéantissement, avec Jacques Hérold, 1980
- Michel Bulteau, Matthieu Messagier, Jean-Jacques Faussot, Jacques Ferry, Patrick Geoffrois, Thierry Lamarre : Manifeste électrique aux paupières de jupes, 1971
- Eugène Canseliet, Alain Gruger : Héraldique alchimique nouvelle, avec Jorge Camacho, 1978
- Carlos Castaneda : L'Herbe du diable et la petite fumée - Une voie Yaqui de la connaissance, trad. de l'américain par Marcel Kahn, Nicole Ménant et Henri Sylvestre, ill. de Giovanna, 1972
- Robert Crégut : Le trou de serrure, avec Ubac, 1968
- Jean-Pierre Duprey : Derrière son double suivi de Spectreuses, avec Max Ernst et J. Hérold, préf. d'André Breton, 1964
- Jean-Pierre Duprey : La fin et la manière, avec Matta, préf. d'Alain Jouffroy, 1965
- Jean-Pierre Duprey, La Forêt sacrilège et autres textes, avec Toyen, 1970
- Yves Elléouët : La Proue de la table (Journal intemporel), avec Alexander Calder, 1967
- Charles Estienne : O et M, avec Charles Lapicque, 1966
- Michel Fardoulis-Lagrange, G.B. ou Un ami présomptueux, avec Isabelle Waldberg, 1969
- Wolfgang Gäfgen, 7 manières noires, 1972
- Max Gérard, Dali de Draeger, 1968
- Otto Hahn : Portrait d'Antonin Artaud, avec Lucio Fontana, 1968
- Bernard Heidsieck : Partition V, avec Ruth Francken, 1973
- Ipoustéguy : Leaders et enfants nus, ill. par l'auteur, 1970
- Alain Jouffroy : Aube à l'antipode, avec René Magritte, 1966
- Alain Jouffroy : Liberté des libertés, avec Joan Miró et Valerio Adami, 1971
- Alain Jouffroy : L'Ordre discontinu, avec Vladimir Veličković, 1979
- Jean-Clarence Lambert : Code, avec Vasarely, 1967
- Robert Lebel : La Double-vue, L'Inventeur du temps gratuit, avec Marcel Duchamp et Alberto Giacometti, 1964
- Robert Lebel : L'Oiseau-caramel, avec Marx Ernst et Erró, 1969
- Robert Lebel : Léonard de Vinci ou la fin de l'humilité, avec Ipoustéguy, 1974
- Robert Lebel : La Saint-Charlemagne, avec M. Ernst, 1976
- Gérard Legrand : Le Retour du printemps, avec Hervé Télémaque, 1974
- Gérard Legrand : André Breton en son temps, avec Jean Benoît, 1976
- Ghérasim Luca : Héros-limite, avec Jacques Hérold, 1970 (2e édit.)
- Ghérasim Luca : Le Chant de la carpe, avec Piotr Kowalski, 1973
- Ghérasim Luca : Paralipomènes, ill. par l'auteur, 1977
- Joyce Mansour : Carré blanc, avec Pierre Alechinsky, 1965
- Joyce Mansour : Le Bleu des fonds, avec P. Alechinsky, 1968
- Joyce Mansour : Ça, avec Enrico Baj, 1970
- Joyce Mansour : Faire signe au machiniste, avec Jorge Camacho, 1977
- Ajit Mookerjee : Tantra Asana, coéd. Ravi Kumar (New Delhi), 1971
- Jacques Meuris : 7 dialogues avec Paul Delvaux, 1971
- André Padoux : L’Énergie de la parole, 1980
- Claude Pélieu : Ce que dit la bouche d'ombre dans le bronze étoile d'une tête, avec Miguel Berrocal, 1969
- Claude Pélieu : Infra noir, avec Erró & Thierry Agullo, 1972
- José Pierre : Qu'est-ce que Thérèse ?..., avec Iván Tovar et Konrad Klapheck, 1974
- Stanislas Rodanski : La Victoire à l'ombre des ailes, avec Jacques Monory, préf. de Julien Gracq, 1975
- Revue Cahiers noirs du Soleil : Dossier LSD Mandala[2] (n°1, 1967) ; La Mort sans phase (n°2, 1968 avec C. Autrand et J. Monory) ; L'Internationale Hallucinex (n°3, 1970 avec José Ramon Sanchez)[3]
- Georges Sebbag : Le dégoût, le sans goût, avec Jean Benoît, [groupe] Quando 1, 1977
- Coll. « Le Récipiendaire »[4], dir. par Jean-Michel Goutier
- Coll. « RUpTure »[5], dir. par Daniel Radford
- Ushā P. Shāstrī & N. Ménant [trad.], Hymnes à la déesse, 1980
- Margaret Sinclair Stevenson, Le Rite des deux-fois-nés, trad. de l'américain par N. Ménant, 1982
- Sigvard Strandh, Machines. Histoire illustrée, coéd. Draeger, 1979
- Harry Torczyner, Magritte, signes et images, 1977
- André Virel, Corps en fête, phot. de Charles et Josette Lenars, coéd. Draeger, 1979